# Saldula basingeri
Saldula basingeri är en insektsart som beskrevs av Drake 1949. Saldula basingeri ingår i släktet Saldula och familjen strandskinnbaggar. Inga underarter finns listade i Catalogue of Life.